# Ferenc Marschall

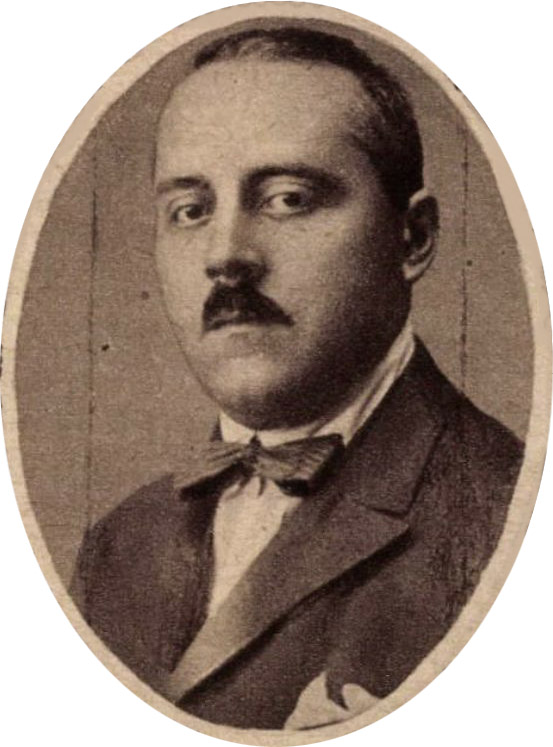
Ferenc Marschall

Ferenc Marschall (* 2. Oktober 1887 in Temesvár, Komitat Temes, Königreich Ungarn; † 23. Januar 1970 in Budapest) war ein ungarischer Jurist und Politiker, der unter anderem 1938 Landwirtschaftsminister war.

## Leben
Ferenc Marschall absolvierte ein Studium der Rechts- und Politikwissenschaften an der Universität Budapest und schloss dort seine Promotion zum Doktor der Rechte und der Politikwissenschaften ab. 1905 war er Mitgründer des Nationalen Széchenyi-Verbandes (Országos Széchenyi Szövetség) und daraufhin von 1905 und 1907 politischer Kolumnist der Tageszeitung Magyar Állam („Ungarischer Staat“). Im Anschluss arbeitete er als Journalist bei den Zeitschriften Szövetkezés („Zusammenarbeit“) und Magyar Gazdák Szemléje („Rundschau der ungarischen Landwirte“). Nach einer Studienreise durch Westeuropa war er bis 1911 Leiter der Genossenschaftsorganisation des Ungarischen Bauernverbandes (Magyar Gazdaszövetség) sowie im Anschluss Beamter im Landwirtschaftsministerium. Nach dem Ersten Weltkrieg war er Agrardozent des Wiener Zentralabrüstungsausschusses und übernahm nach dem Fall der Föderativen Ungarischen Sozialistischen Räterepublik am 1. August 1919 übernahm er verschiedene Regierungsämter und war zunächst von 1919 bis 1920 Berater des Landwirtschaftsministers sowie daraufhin von 1920 bis 1923 Präsident des Dorfverbandes und im Anschluss von 1923 bis 1924 Präsident der Landwirtschaftskammer (Országos Mezőgazdasági Kamara). Zugleich fungierte er von 1920 bis 1931 als Herausgeber der Zeitschrift Falu („Dorf“) und zudem von 1928 bis 1944 als Herausgeber der Zeitschrift Mezőgazdasági Közlöny („Landwirtschaftlicher Anzeiger“).
Marschall wurde 1922 für die Christliche Kleinbauern-, Bauern- und Bürgerpartei (Keresztény Földmíves-, Kisgazda- és Polgári Párt) Mitglied des Repräsentantenhauses (Képviselőház) des Parlaments (Országgyűlés) und vertrat im Anschluss von 1926 bis 1939 für die Nationale Einheitspartei NEP (Nemzeti Egység Pártja) die Interessen von Jánoshalma. 1934 wurde er Staatssekretär im Landwirtschaftsministerium und übernahm als Nachfolger von Ministerpräsident Kálmán Darányi am 9. März 1938 im Kabinett Darányi das von diesem zusätzlich geleitete Amt als Landwirtschaftsminister (Földművelésügyi miniszter) und bekleidete dieses bis zum 14. Mai 1938. Nach seinem Ausscheiden aus Regierung und Parlament war er Mitglied des Präsidialrates des Wirtschaftsforschungsinstituts (Magyar Gazdaságkutató Intézet) und wurde 1943 Vorstandsvorsitzender der Ersten Budapester Dampfmühlengesellschaft (Első Budapesti Gőzmalom Rt).
Sein Grab befindet sich auf dem Farkasréti temető, einem Friedhof im XII. Bezirk von Budapest.

## Veröffentlichungen
- Széchenyi István gróf és a magyar középosztály (Graf István Széchenyi und die ungarische Mittelschicht), Budapest 1909.
- A falu gondozása (Fürsorge für das Dorf), Budapest 1921.
- Szociális gondolat és valóságszemlélet (Soziales Denken und Betrachtung der Realität), Budapest 1942.